# 헤낭 카르발류 아레이아스
헤낭 카르발류 아레이아스(포르투갈어: Renan Carvalho Areias, 1998년 1월 18일~)는 브라질의 축구 선수이다. 포지션은 미드필더이다.